# Antoni Joan Fondevila Martí
Antoni Joan Fontdevila Martí (Gironella, Berguedà, 1948) és un escalador i dirigent esportiu català.
Des de jove ha practicat gairebé totes les especialitats de muntanya (alpinisme, escalada en roca, esquí de muntanya, descens de barrancs, parapent, bicicleta de muntanya, etc.). Ha format part del grup els Barrufets, que han obert diverses vies d'escalada a Catalunya, i del Grup d'Alta Muntanya i Escalada (GAME), amb el qual va fer ascensions als principals massissos d'Europa, el Marroc, Etiòpia i el Canadà. Ha estat instructor d'alpinisme, escalada i esquí de muntanya de l'Escola Catalana d'Alta Muntanya, des del 1970, i ha publicat diversos articles en revistes especialitzades com ara Extrem o Vèrtex. Ha estat presidents de la Federació d'Entitats Excursionistes de Catalunya (FEEC) del 2001 al 2008, després d'haver-ne estat vicepresident del 1997 al 2003. Durant el seu mandat la selecció catalana de curses de muntanya va guanyar diverses copes del món tant a nivell individual com per equips fins que el 2008 es va refundar la International Skyrunning International que va admetre la federació espanyola i va deixar la FEEC com a membre associat. Ha estat membre del Consell directiu de la Unió de Federacions Esportives de Catalunya.